# 大原康男
大原 康男（おおはら やすお、1942年 - ）は、日本の宗教学者。國學院大學名誉教授。専門は宗教行政・政教問題。博士（神道学）。NPO法人「昭和の日ネットワーク」理事長、日本会議政策委員会代表、神道政治連盟政策委員。

## 来歴・人物
滋賀県大津市出身。洛星中学校・高等学校卒業。1965年、京都大学法学部卒業。日清紡績（現・日清紡ホールディングス）に勤務。
1972年、國學院大學神道学専攻科修了。1978年3月、國學院大學大学院博士課程（神道学専攻）修了。同大学日本文化研究所に入所。日本文化研究所教授に就任。
1994年、博士（神道学）（國學院大學）（学位論文「神道指令の研究」）を取得。
1997年5月30日、日本会議が設立される。同年6月、団体内に政策委員会が設置され、大原は同委員会の代表に就任した。また、代表委員を兼務した。
2002年、國學院大學神道文化学部教授に就任。2013年3月、國學院大學神道文化学部教授を退任。6月、名誉教授。
2007年7月13日に米大使館に手渡された日本文化チャンネル桜主導の慰安婦問題に関する米下院決議案の全面撤回を求める要望書にも賛同者として名を連ねた。映画「南京の真実」にも賛同している。
2012年9月5日、大原、三宅久之、すぎやまこういちなど保守系の著名人28人は、同年9月の自由民主党総裁選挙に向けて、「安倍晋三総理大臣を求める民間人有志の会」を発足させた。同日、同団体は安倍晋三の事務所に赴き、出馬要請をした。9月26日、総裁選が実施され、安倍が当選した。
2020年5月20日に「明治の日推進協議会」会長の塚本三郎が死去すると、日本会議会長の田久保忠衛が就いた。副会長は日本会議元副会長の小田村四郎、代表委員には同副会長の小堀桂一郎、参与には櫻井よしこ、大原、日本会議代表委員の板垣正、同政策委員の伊藤哲夫らが名を連ねるなど、明治の日推進協議会は日本会議との結びつきが強い。同団体広報担当者は「行事開催の告知に日本会議が協力している」と説明している。

## 著書

### 単著
- 『現御神考試論 現代天皇制への視座』（暁書房、1978年）。現：マルコーシュ・パブリケーション
- 『帝国陸海軍の光と影 一つの日本文化論として』（日本教文社、1982年／新版・展転社、2005年）ISBN 4-88656-269-8
- 『忠魂碑の研究』（暁書房、1984年）
- 『天皇―その論の変遷と皇室制度』（展転社、1988年）
- 『象徴天皇考―政治と宗教をめぐって』（展転社、1989年）
- 『神道指令の研究』（原書房「明治百年史叢書」、1993年）
- 『平成の天皇論―象徴における聖と俗と』（展転社、1994年）
- 『現代日本の国家と宗教　戦後政教問題資料集成』（展転社、2008年）ISBN 4-88656-315-5
- 『いわゆる「A級戦犯」合祀と靖国問題について』（モラロジー研究所「生涯学習ブックレット」、2008年）

### 共著
- （百地章・阪本是丸）『国家と宗教の間―政教分離の思想と現実』（日本教文社〈教文選書〉、1989年）ISBN 4-531-01512-6
- （田中卓・所功・小堀桂一郎）『平成時代の幕明け―即位礼と大嘗祭を中心に』（新人物往来社、1990年）。講演
- （杉原誠四郎共編）『昭和から平成への天皇論』 （至文堂「現代のエスプリ」、1990年）ISBN  9784784352807
- （竹本忠雄・日本会議国際広報委員会編）『再審「南京大虐殺」 世界に訴える日本の冤罪』（明成社、2000年）ISBN 4-944219-05-9
- （百地章ほか）『新憲法のすすめ―日本再生のために』（明成社、2001年）ISBN 4-944219-08-3
- （小林よしのり・小堀桂一郎・高森明勅・中西輝政・西尾幹二・長谷川三千子・百地章）『日本人なら知っておきたい靖國問題』（青林堂、2007年）ISBN 978-4-7926-0402-8
- （櫻井よしこ・茂木貞純）『皇位継承の危機いまだ去らず』（扶桑社新書、2009年）

### 編著
- 『終戦の詔書』（文藝春秋、1995年）。解説
- 『教育勅語』（ライフ社、1996年／改訂版・神社新報社、2007年）。解説
- 『詳録・皇室をめぐる国会論議』（展転社、1997年）
- 『「靖国神社への呪縛」を解く』（小学館文庫、2003年）